# José Luis López Vázquez
José Luis López Vázquez de la Torre (Madrid, 11 marzo 1922 – Madrid, 2 novembre 2009) è stato un attore spagnolo.

## Filmografia parziale

### Cinema
- María Fernanda, la Jerezana, regia di Enrique Herreros (1947)
- Il mondo sarà nostro (El expreso de Andalucía), regia di Francisco Rovira Beleta (1956)
- El pisito, regia di Marco Ferreri e Isidoro Ferry (1958)
- El cochecito - La vetturetta (El cochecito), regia di Marco Ferreri (1960)
- Placido (Plácido), regia di Luis García Berlanga (1961)
- La ballata del boia (El verdugo), regia di Luis García Berlanga (1963)
- Totò d'Arabia, regia di José Antonio de la Loma (1965)
- Frappé alla menta (Peppermint Frappé), regia di Carlos Saura (1967)
- Il giardino delle delizie (El jardín de las delicias), regia di Carlos Saura (1970)
- La cabina, regia di Antonio Mercero (1972)
- Colpo grosso... grossissimo... anzi probabile, regia di Tonino Ricci (1972)
- Mi querida señorita, regia di Jaime de Armiñán (1972)
- In viaggio con la zia (Travels with My Aunt), regia di George Cukor (1972)
- La cugina Angelica (La prima Angélica), regia di Carlos Saura (1973)
- Habla, mudita, regia di Manuel Gutiérrez Aragón (1973)
- Piccole labbra, regia di Mimmo Cattarinich (1979)
- I viaggiatori della sera, regia di Ugo Tognazzi (1979)
- Letti selvaggi, regia di Luigi Zampa (1979)
- Patrimonio nazionale (Patrimonio nacional), regia di Luis García Berlanga (1981)
- Morte in Vaticano, regia di Marcello Aliprandi (1982)
- Squillace (Esquilache), regia di Joaquín Molina e Josefina Molina (1989)
- Bersaglio tutto nudo (Los gusanos no llevan bufanda), regia di Javier Elorrieta (1992)
- Il maestro di scherma (El maestro de esgrima), regia di Pedro Olea (1992)
- Il lungo inverno (El largo invierno), regia di Jaime Camino (1992)
- Luna de Avellaneda, regia di Juan José Campanella (2004)